# Deutsche Flugzeug-Werke

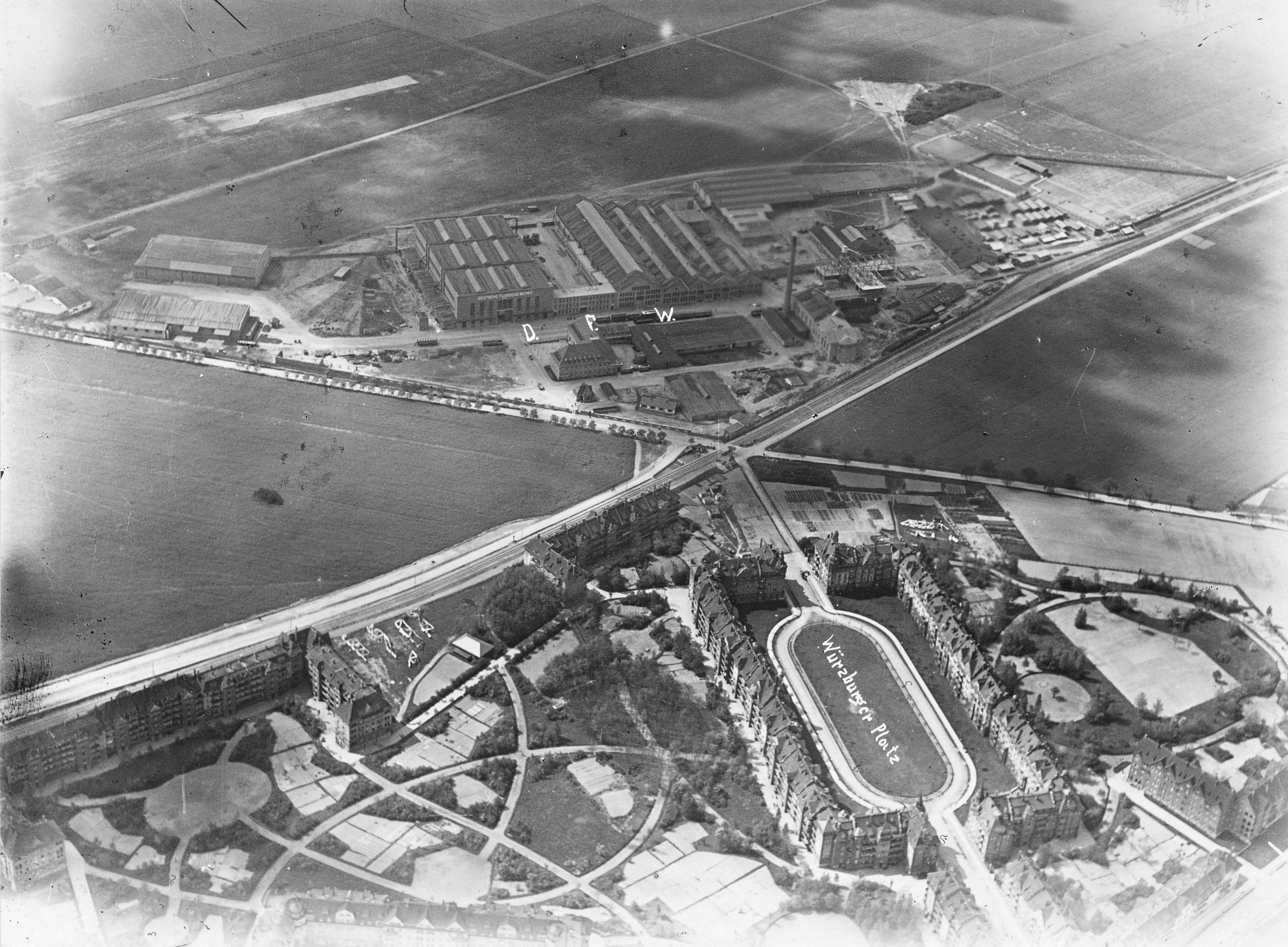
La fábrica de Deutsche Flugzeug-Werke en Leipzig (Großzschocher) circa 1920.

Deutsche Flugzeug-Werke, más conocida como DFW, fue un fabricante de aeronaves alemán de principios del siglo XX. Fue fundada por Bernhard Meyer y Erich Thiele en Lindenthal en 1910, e inicialmente produjo diseños de Farman bajo licencia, posteriormente moviéndose a la producción del Etrich Taube y finalmente a sus propios diseños. Uno de estos, el avión de reconocimiento DFW C.V, fue producido en cantidad de varios miles de aparatos, incluyendo la licencia de producción por otras firmas. Cuando murió Bernhard Meyer en abril de 1917, su yerno Kurt Herrmann pasó a ser director general de DFW.
Tras el fin de la Primera Guerra Mundial, bajo los términos del Tratado de Versalles, la DFW tuvo que cesar las operaciones para 18 de diciembre de 1919. Los planes para desarrollar aviones civiles después de la guerra resultaron infructuosos. A iniciativa de Herrmann, la compañía fue comprada por Allgemeine Transportanlagen Gesselschaft el 16 de junio de 1919.

## Aeronaves
- DFW Mars
- DFW B.I
- DFW C.I
- DFW C.III
- DFW C.V
- DFW D.I
- DFW D.II
- DFW R.I
- DFW R.II
- DFW R.III
- DFW T.28 Floh